# Kolozsvári nemzetközi repülőtér

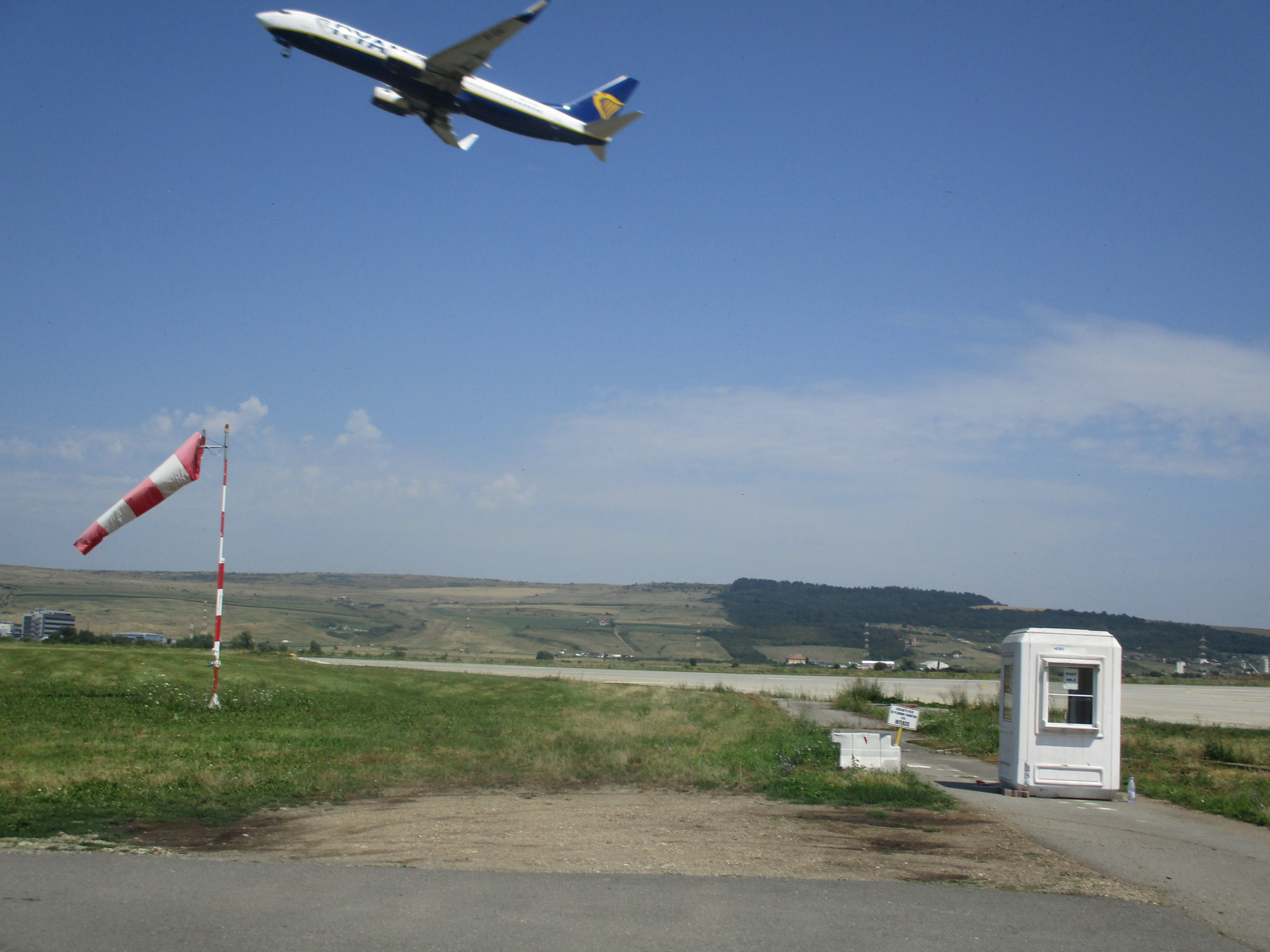
Felszálló repülőgép a kifutó pálya végén

A kolozsvári nemzetközi repülőtér (IATA: CLJ, ICAO: LRCL) (románul Aeroportul Internațional „Avram Iancu” Cluj-Napoca) Románia második legforgalmasabb nemzetközi repülőtere, 1917 óta létezik. Az első utasszállító repülőgép 1928. augusztus 2-án szállt le. A második világháború alatt katonai repülőtérként üzemelt. 1944 szeptemberében egy szovjet légitámadás következtében épületei, hangárai, kifutópályája tönkrement. A háború után a kifutópályát helyreállították, de az új épületet csak 1968. április 4-én adták át. Az 1990-es évek második felétől nemzetközi járatokat indít és fogad.

## Járatokat működtető társaságok és úticélok
| Légitársaság         | Célállomások |
| -------------------- | --- |
| Aeroexpress Regional | Budapest, Debrecen |
| Air Bucharest        | Szezonális charter: Antalya, Gurdaka |
| Air Connect          | Budapest (2023. március 28-ától), Konstanca (2023. június 22-étől) |
| Animawings           | Szezonális: Iráklio, Rodosz Szezonális charter: Gurdaka |
| Corendon Airlines    | Szezonális: Antalya |
| HiSky                | Bukarest, Dublin, Tel-Aviv (2022. december 8-ától) Szezonális charter: Antalya, Gurdaka, Monasztir, Sarm es-Sejk |
| LOT                  | Varsó-Chopin |
| Lufthansa            | Frankfurt, München |
| Ryanair              | Dublin, London–Stansted |
| TAROM                | Bukarest |
| Turkish Airlines     | Isztambul |
| Wizz Air             | Alicante, Barcelona, Bari, Bázel/Mulhouse, Beauvais, Bécs, Bergamo, Berlin, Billund, Birmingham, Bologna, Catania, Charleroi, Dortmund, Eindhoven, Frankfurt-Hahn, Köln-Bonn, Lárnaka, London, Lyon, Madrid, Malmö, Málaga, Memmingen, Nápoly, Nürnberg, Perugia (2022. december 14-étől), Róma-Ciampino, Tel-Aviv, Torino, Treviso, Valencia, Zaragoza Szezonális: Abu-Dzabi, Haniá, Korfu, Málta, Nizza, Zákinthosz |

## Jelenlegi állapot, tervek

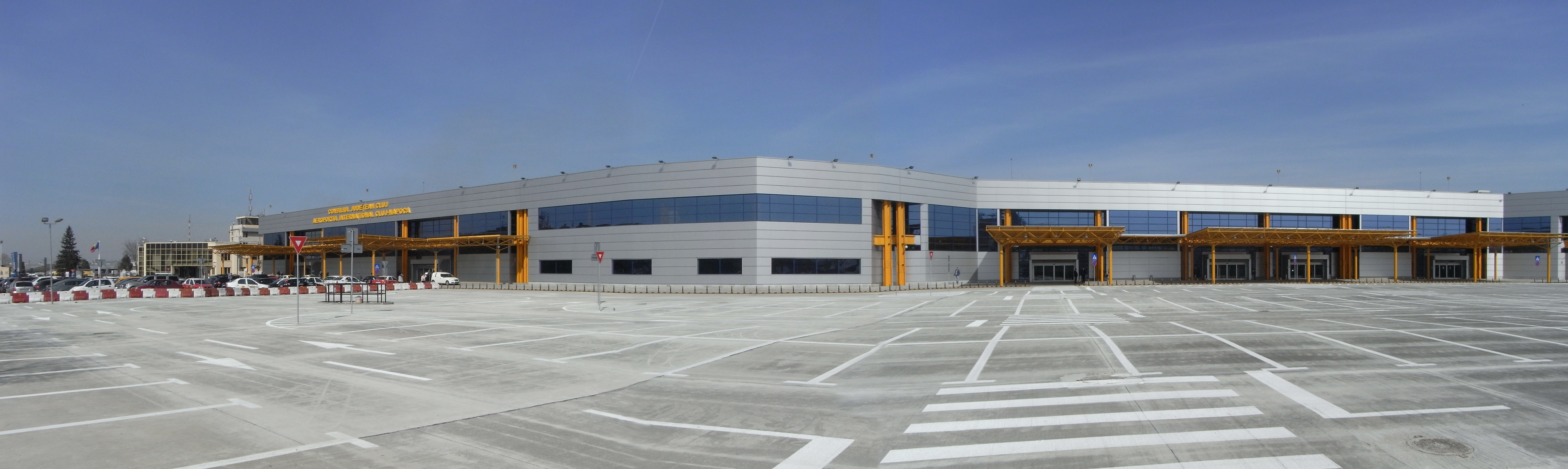
Az új terminál épülete

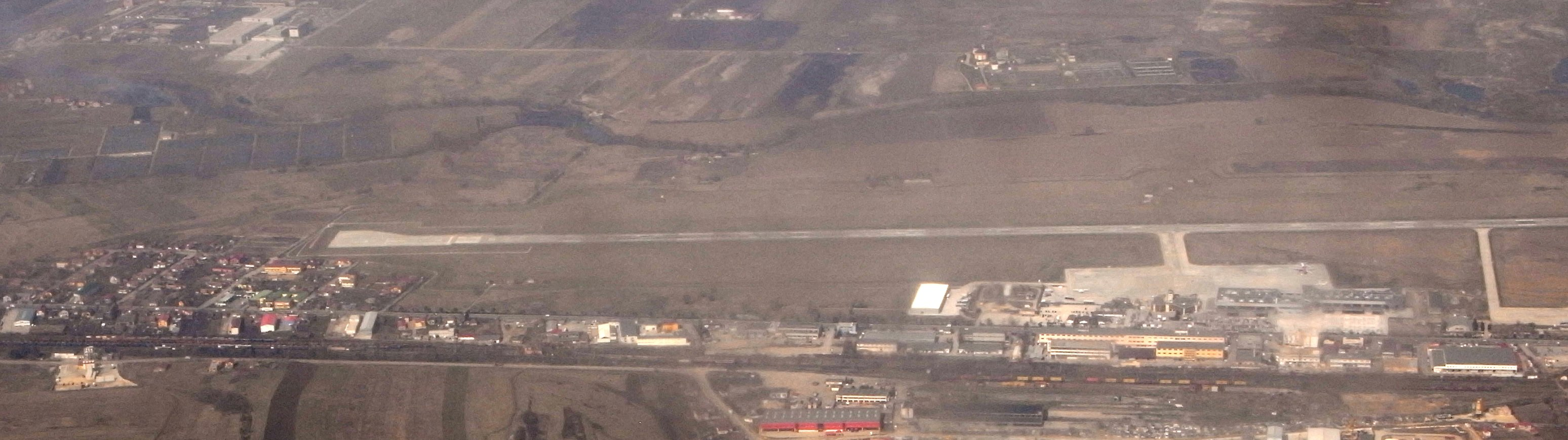
A repülőtér légifelvételen

Jelenleg a kolozsvári reptérnek három terminálja van: az érkezési, az indulási és egy üres terminál a régi épületben. A fejlesztési tervek között szerepel egy új, 3500 m hosszú kifutópálya létesítése, valamint a már említett üres terminál átalakítása a teherforgalom számára.

## Fejlesztések

### Új kifutópálya
2011 szeptemberében nekifogtak az új, 3500 x 45 méteres kifutópálya építéséhez. Először az első 2100 méteres szakaszt építik meg, majd a Kis-Szamos elterelése után a maradék 1400 métert is megépítik.
2012 novemberében a Kolozs megyei tanács elnöke aláírta Kis-Szamos elterelésére vonatkozó engedélyt.
Az eredeti tervek szerint a pályát 2013 júniusáig kellett volna átadják, de ez csak 2013. október 26-án valósult meg.

### Előtér kibővítése
A forgalom növekedésének elősegítése érdekében az előtér kiszélesítésével új repülőgép parkolóhelyeket létesítenek. Az új parkolóhelyeken az A320-as és a B737-es repülőgépcsaládok legnagyobb példányai is elférnek majd.

### Új irányítótorony építése
Az repülőtér térbeli növekedése miatt a repülésirányítóknak is új munkahelyre van szükségük ahonnan átláthatják az egész repülőteret. Emiatt a repülőtér a ROMATSA-val közösen dolgozva egy új irányítótorony terveit készíti el.

### Egyéb fejlesztések
Egymillió euró értékű EU-s pályázatot nyert 2012 júliusában a kolozsvári repülőtér, és ugyanennyit tesz hozzá saját forrásból is. Az így létrejött kétmillió eurós alapból olyan tanulmányok elkészítését finanszírozzák, amelyek megvizsgálják a termináloknak a vasúthálózattal való összekötési lehetőségeit.

## Forgalom
Az utasok száma 1996–2017 között az alábbiak szerint alakult:
| Év   |              |                                |
| Év   | Utasok száma | Változás az előző évhez képest |
| ---- | ------------ | ------------------------------ |
| 2017 | 2 688 731    | 43,0%                          |
| 2016 | 1 880 171    | 26,5%                          |
| 2015 | 1 487 603    | 25,8%                          |
| 2014 | 1 182 047    | 14,0%                          |
| 2013 | 1 035 438    | 11,2%                          |
| 2012 | 931 999      | 7,2%                           |
| 2011 | 1 004 927    | 2,3%                           |
| 2010 | 1 028 907    | 23%                            |
| 2009 | 834 400      | 11%                            |
| 2008 | 752 181      | 93%                            |
| 2007 | 390 521      | 60%                            |
| 2006 | 244 366      | 21%                            |
| 2005 | 202 556      | 25%                            |
| 2004 | 162 668      | 34%                            |
| 2003 | 121 037      | 15%                            |
| 2002 | 105 091      | 17%                            |
| 2001 | 90 128       | 19%                            |
| 2000 | 75 750       | 28%                            |
| 1999 | 59 353       | 13%                            |
| 1998 | 52 699       | 8%                             |
| 1997 | 48 886       | 50%                            |
| 1996 | 32 538       |                                |

Az utasforgalom az elmúlt években az alábbi módon változott:
| Utasok száma | 32 538 | 59 353 | 105 091 | 202 556 | 752 181 | 931 999 | 1 485 652 | 2 782 401 | 1 459 255 | 3 266 447 |
|              | 1996   | 1999   | 2002    | 2005    | 2008    | 2012    | 2015      | 2018      | 2021      | 2024      |

## Megközelítése

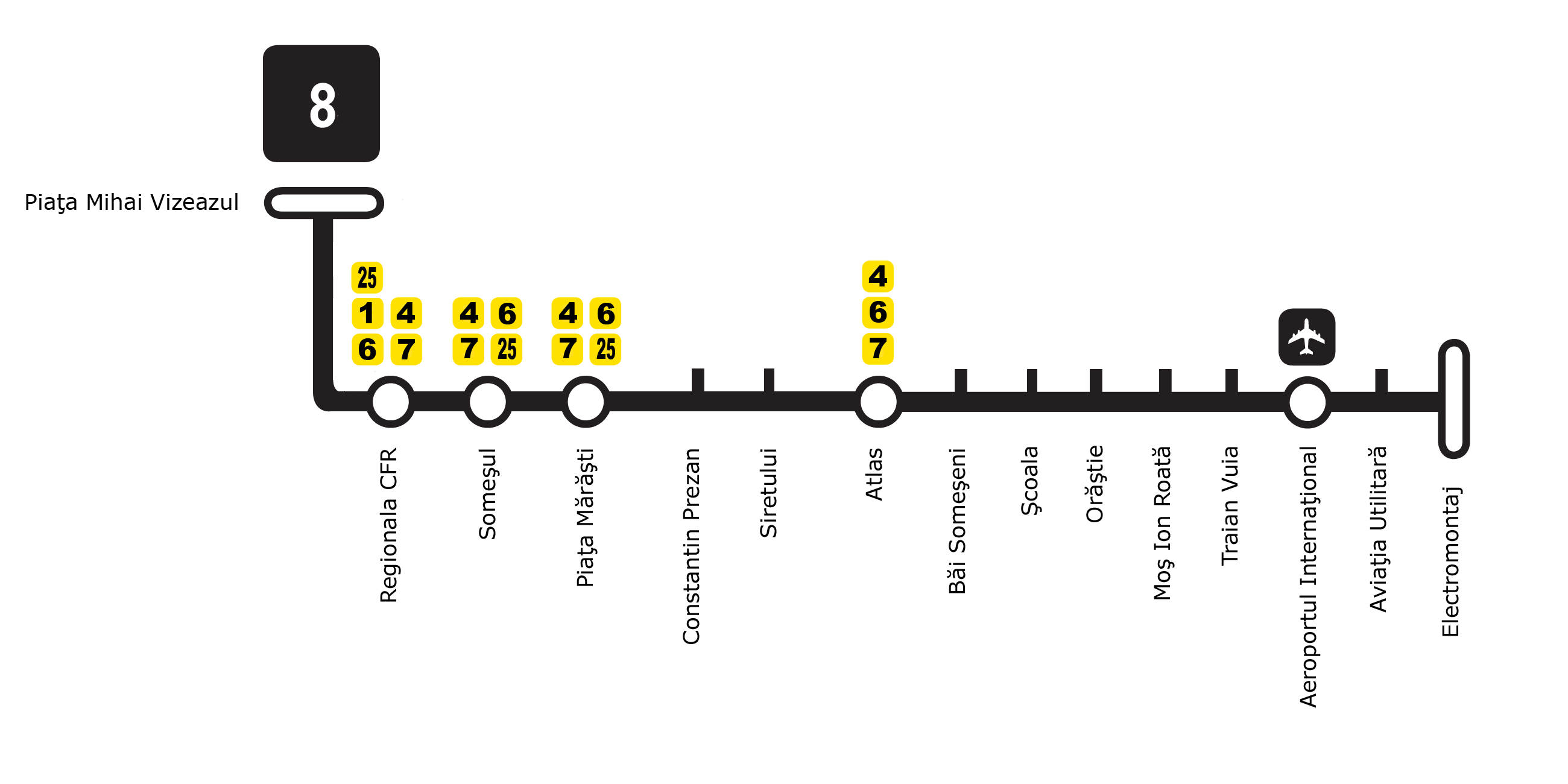
A 8-as busz útvonalábrája átszállási lehetőségekkel

Kolozsvár központjától kb. 7,5 km-re keletre, Szamosfalván található. A város központjával (Széchenyi tér / Piața Mihai Viteazul) a hétköznapokon 10 percenként, hétvégén félóránként közlekedő 8-as busz köti össze. A vasútállomással (Baross tér/Piața Gării) a hét összes napján 25 percenként közlekedő 5-ös trolibuszjárat köti össze.

## Balesetek
- 1986. szeptember 5-én 17:00 óra körül egy utasokkal teli Antonov An-24-es repülőgép Bukarest Otopeni repülőtérről felszállva menetrend szerint Kolozsvár felé vette az irányt. Amikor megkezdték a leszállást, az egyik légiutas-kísérő, Aurelia Grigore, észrevette, hogy a repülőgép a megengedettnél nagyobb sebességgel száll le. Amikor az orrfutómű megérintette a kifutópályát, az a nagy sebesség miatt többször visszapattant, egészen addig, amíg a repülőgép meg nem állt. A repülőgép  orra kigyulladt. Grigore felfogta, hogy ez egy vészhelyzet. Légiutas-kísérő kollégájával együtt elkezdték kimenekíteni az utasokat. Kinyitották a vészkijáratokat, és leeresztették a lépcsőket, de a lépcsők nem értek le a földig, mert az első kerék eltörött. Emil Hossu, a híres színész segített nekik. „Ő volt az egyetlen, aki megőrizte a nyugalmát és segített nekünk a repülőgépet biztonságban kiüríteni”, mondta Grigore. Miután az utasokkal együtt elhagyták a repülőgépet, visszatértek, hogy segítsenek a fülkéjükbe ragadt pilótákon. „A pilótafülke lángolt, és mi minden reményt elvesztettünk, hogy megmentsük őket.” Borzasztó pillanatok következtek az utasoknak és a személyzetnek egyaránt. A repülőt elemésztette a tűz a fedélzetén lévő pilótákkal együtt. Tíz perccel később látták, ahogy a másodpilóta megpróbált kimászni az ablakon keresztül. „Azt mondta nekünk, hogy a lába beszorult, és nem tud kimászni. Megpróbáltunk segíteni, de nem tudtunk. Végül sikerült kimásznia az égő repülőgépből. Teljesen meg volt égve, ránézni is rossz volt.”  Őt elszállították a sürgősségi kórházba, de másnap belehalt súlyos égési sebeibe. A hatóságok szerint a balesetet a fedélzeti berendezés meghibásodása okozta. A balesetben egyetlen utas sem vesztette életét.

## Fordítás
Ez a szócikk részben vagy egészben  a   Cluj-Napoca International Airport című angol Wikipédia-szócikk fordításán alapul.  Az eredeti cikk szerkesztőit annak laptörténete sorolja fel. Ez a jelzés csupán a megfogalmazás eredetét és a szerzői jogokat jelzi, nem szolgál a cikkben szereplő információk forrásmegjelöléseként. (a "Balesetek" szakasz)

## Külső hivatkozások
- Hivatalos honlap (angolul)
- A repülőtér aktuális időjárása a NOAA/NWS-től
- Baleset- és repülőesemény-történet az Aviation Safety Network adatbázisában